# Élections législatives polonaises de 1928
Les élections législatives polonaises de 1928 sont tenues le 4 mars 1928. Ce sont les troisièmes élections de la Deuxième République de Pologne. Elle se déroulent deux ans après le coup d'État de Józef Piłsudski et consacrent la victoire du Bloc des sans-partis de coopération avec le gouvernement du maréchal (Bezpartyjny Blok Współpracy z Rządem ou BBWR).

## Taux de participation
Des élections sont organisées en vertu de la loi électorale du 28 juillet 1922. 11 728 360 personnes participent au vote, portant le taux de participation à 78,3 %. La participation est la plus grande dans la région de Katowice (93,93 %) et de Chorzów (92,64 %) et la plus petite à Poznań (59,61 %) Lwów (61,12 %) et Nowogródek  (62,23 %).

## Résultats
L’administration et l'armée sont largement mis à la contribution pendant la campagne électorale, ce qui se traduit par 30% des sièges au parlement pour le Bloc des sans-partis de coopération avec le gouvernement. Les socialistes améliorent leur score et obtiennent 13̥%. En revanche, les démocrates nationaux, les chrétiens-démocrates et les partis paysannes subissent une sérieuse défaite. Le camp progouvernemental remporte les suffrages, mais sans la majorité au parlement, il n'est pas en mesure de gouverner seul. Il sera bientôt confronté à l'opposition des partis de gauche et de centre, rassemblée dans la coalition Centrolew. 
|  | Parti                                                    | Sièges (Sejm) | Sièges (Sénat) |
|  | -------------------------------------------------------- | ------------- | -------------- |
|  | Bloc des sans-partis de coopération avec le gouvernement | 125           | 48             |
|  | Parti socialiste polonais (PPS)                          | 64            | 10             |
|  | Bloc des minorités nationales                            | 61            | 22             |
|  | Parti paysan polonaise Wyzwolenie                        | 41            | 7              |
|  | Związek Ludowo-Narodowy                                  | 38            | 9              |
|  | Chrzescijańska Demokracja                                | 34            | 6              |
|  | Parti paysan polonais Piast                              | 30            | 2              |
|  | Stronnictwo Chłopskie                                    | 25            | 3              |
|  | Narodowa Partia Robotnicza                               | 11            | 3              |
|  | Związek Robotników i Chłopów                             | 7             | 0              |
|  | Indépendants                                             | 8             | 1              |
|  | Total                                                    | 444           | 111            |

## Sources
- (pl) Cet article est partiellement ou en totalité issu de l’article de Wikipédia en polonais intitulé « Wybory parlamentarne w Polsce w 1928 roku » (voir la liste des auteurs).